# Dumbrava, Storojineț
Dumbrava, întâlnit și sub forma Dîbrovca (în ucraineană Дібрівка, transliterat: Dibrivka) este un sat în raionul Storojineț din regiunea Cernăuți (Ucraina), depinzând administrativ de comuna Jadova. Are 780 locuitori, preponderent ucraineni.
Satul este situat la o altitudine de 379 metri, în partea de centru-nord a raionului Storojineț.

## Istorie
Localitatea Dumbrava a făcut parte încă de la înființare din regiunea istorică Bucovina a Principatului Moldovei.  
După anexarea Bucovinei de către Imperiul Habsburgic în anul 1775, localitatea Dumbrava a făcut parte din Ducatul Bucovinei, guvernat de către austrieci. După Unirea Bucovinei cu România la 28 noiembrie 1918, satul Dumbrava a făcut parte din componența României, în Plasa Flondoreni a județului Storojineț. 
Ca urmare a Pactului Ribbentrop-Molotov (1939), Bucovina de Nord a fost anexată de către URSS la 28 iunie 1940, reintrând în componența României în perioada 1941-1944. Bucovina de Nord a fost reocupată de către URSS în anul 1944 și integrată în componența RSS Ucrainene. 
Începând din anul 1991, satul Dumbrava face parte din raionul Storojineț al regiunii Cernăuți din cadrul Ucrainei independente. Conform recensământului din 1989, majoritatea locuitorilor erau de etnie ucraineană (302), două persoane erau de etnie rusă, în timp ce nici o persoană nu s-a declarat de etnie română sau moldovenească . În prezent, satul are 780 locuitori, preponderent ucraineni.

## Demografie
Componența lingvistică a localității Dumbrava
     Ucraineană (99,87%)
     Alte limbi (0,13%)
Conform recensământului din 2001, majoritatea populației localității Dumbrava era vorbitoare de ucraineană (99,87%), existând în minoritate și vorbitori de alte limbi.
1989: 304 (recensământ)
2007: 780 (estimare)